# Kyjov (okres Žďár nad Sázavou)
Kyjov (německy Kyjow) je obec v kraji Vysočina, v jižní části okresu od Žďáru nad Sázavou. Žije zde 51 obyvatel. Trvale obydlených domů  je pouze 15 a ostatní slouží k rekreačním účelům.

## Přírodní poměry
Kyjov leží na hřebeni Arnoleckých hor pod vrcholem Kyjov (702 m n. m.)

## Historie
První písemná zmínka o obci pochází z roku 1407. Kyjov býval součástí Bohdalova a 26. prosince 1920 se osamostatnil.
V letech 2006–2010 působila jako starostka Ludmila Večeřová, od roku 2010 tuto funkci vykonává Luboš Frejlich.
| Rok            | 1869 | 1880 | 1890 | 1900 | 1910 | 1921 | 1930 | 1950 | 1961 | 1970 | 1980 | 1991 | 2001 |
| Počet obyvatel | 93   | 125  | 115  | 102  | 116  | 106  | 86   | 88   | 87   | 83   | 70   | 70   | 52   |

## Pamětihodnosti
- Kaple Panny Marie Růžencové z roku 1874